# Конституция СССР 1936 года

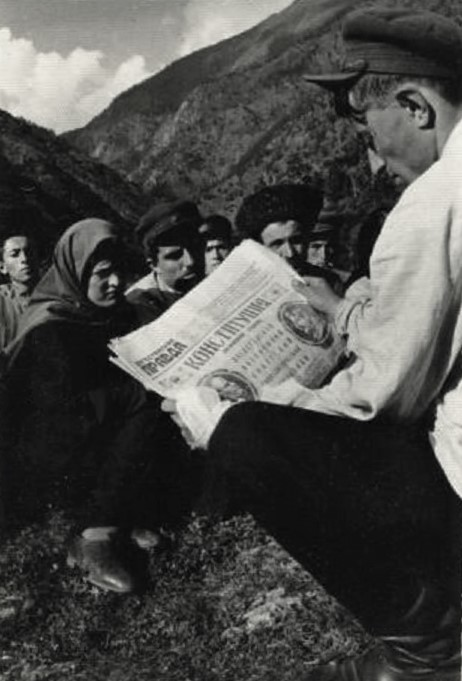
В горном ауле изучают проект новой Конституции. Июнь 1936. Фото С. Струнникова

Конститу́ция СССР 1936 го́да (неофициальные названия: «Ста́линская конститу́ция», реже — «Конститу́ция победи́вшего социали́зма») — основной закон СССР, принятый VIII Всесоюзным чрезвычайным съездом Советов 5 декабря 1936 года и действовавший (с изменениями и дополнениями) до 1977 года.

## Разработка и принятие

### Поворот курса от мировой революции к защите национальных интересов СССР
В 1934 году в СССР произошёл поворот курса: «решительный отказ от ориентации на мировую революцию, провозглашение приоритетной защиты национальных интересов СССР и требование закрепить все это в конституции», что выразилось и в докладе Сталина на XVII съезде ВКП(б), сказавшем о возможности использовать парламентаризм. 25 июня 1934 года Политбюро ЦК включило в повестку дня VII съезда Советов СССР доклад по конституционным вопросам.
14 января 1935 года подготовка этого документа была поручена В. М. Молотову. 25 января Сталин в записке членам и кандидатам в члены Политбюро, а также Енукидзе и Жданову пояснил: «По-моему, дело с конституцией Союза ССР обстоит куда сложнее, чем это может показаться на первый взгляд. Во-первых, систему выборов надо менять не только в смысле уничтожения её многостепенности. Её надо менять ещё в смысле замены открытого голосования закрытым (тайным) голосованием. Мы можем и должны пойти в этом деле до конца, не останавливаясь на полдороге. Остановка и соотношение сил в нашей стране в данный момент таковы, что мы можем только выиграть политически на этом деле. Во-вторых, надо иметь в виду, что конституция Союза ССР выработана в основном в 1918 г. понятно, что конституция, выработанная в таких условиях, не может соответствовать нынешней обстановке и нынешним потребностям. Таким образом, изменения в конституции надо провести в двух направлениях: а) в направлении улучшения её избирательной системы; б) в направлении уточнения её социально-экономической основы».

### Состав конституционной комиссии
VII Всесоюзный съезд Советов 6 февраля 1935 года предложил ЦИК СССР, а тот 7 февраля 1935 года создал Конституционную комиссию в составе 31 человека под председательством Генерального Секретаря ЦК ВКП(б) И. В. Сталина и 12 подкомиссий. Две комиссии — по общим вопросам и редакционную — возглавил Сталин, Молотов — экономическую, Чубарь — финансовую, Бухарин — правовую, Радек — по избирательной системе, Вышинский — подкомиссию судебных органов, Акулов — подкомиссию центральных и местных органов власти, Жданов — народного образования, Каганович — труда, Ворошилов — обороны, Литвинов — внешних дел. На заседании комиссии Сталин расширил масштабы конституционной реформы относительно собственной записки от 25 января, предложив разделить существовавшую и закрепленную основным законом единую конструкцию власти, в силу этой своей сущности и называвшуюся советской, на две самостоятельные ветви — законодательную и исполнительную, как это принято в традиционных, классических западноевропейских демократиях.
Очевидно, что к подготовке основного закона были привлечены лучшие силы партии, невзирая на разногласия между ними. Однако эти принципиальные расхождения оказались столь существенными, что осенью 1935 года работа над проектом была сосредоточена в руках тех, кому Сталин мог полностью доверять. Документ, получивший название «Черновой набросок» и лично редактировавшийся Сталиным в апреле 1936 года, готовили члены ЦК ВКП(б) — заведующий отделом партийной пропаганды и агитации ЦК ВКП(б) и главный редактор журнала «Большевик» А. И. Стецкий, заведующий Сельскохозяйственным отделом при ЦК ВКП(б), организатор колхозного строя в СССР и бывший нарком земледелия СССР (1929—1934) Я. А. Яковлев, заведующий отделом печати и издательств ЦК ВКП(б) и являвшийся членом редколлегии газеты «Правда» Б. М. Таль.
Отсутствие в составе комиссии юристов объясняется тем, что практики этой отрасли не избавились от революционных догм и отставали от требований времени.

### Дискуссии по содержанию
Бухарин считал себя автором основной части текста конституции. Поначалу он попытался закрепить плюрализм и равный правовой статус форм собственности, исходя из собственной идеи продолжать политику нэпа вразрез с политикой сторонников Сталина. Он также предлагал закрепить политические и личные, социально-экономические и культурные права, в том числе право на выбор и смену профессии. Идеи Бухарина о праве на отдых, бесплатное образование и социальное обеспечение получили одобрение в проекте конституции.
Подкомиссия по вопросам избирательного права (Радек) предлагала предоставлять право выдвижения кандидатов в депутаты Советов не только партийным органам, профсоюзам, комсомолу и иным общественным организациям, но и гражданам, даже самовыдвиженцам. Председатель СНК Украины Любченко считал возможным отменить классовые ограничения избирательных и других политических прав граждан.
«Черновой набросок» проекта конституции 17 апреля 1936 года отредактировал Сталин. Его поправки детализировали вопросы общественного устройства (политической системы, экономической основы государства, собственности, высших органов власти), разъяснили краткие формулировки. Некоторые статьи Сталин дописал, например: «Наряду с общественным хозяйством и общественной социалистической собственностью на средства производства допускается законом мелкое частное хозяйство единоличного крестьянина и кустаря, основанное на личном труде и исключающее эксплуатацию чужого труда, равно как частную собственность на продукцию этого хозяйства. Хозяйственная жизнь СССР определяется и направляется государственным планом и руководствуется интересами увеличения общественного богатства, неуклонного подъема материального и культурного уровня трудящихся, укрепления независимости СССР и усиления его обороноспособности. В СССР осуществляется принцип социализма: от каждого по способностям, каждому по труду».
В конституции 1936 года был реализован принцип разделения властей: законодательная поручалась единственно Верховному Совету СССР (права законодательной инициативы не было даже у его Президиума), Совет Народных Комиссаров стал органом исполнительной власти и утратил законодательные полномочия.

### Обсуждение
Новая Конституция по замыслу авторов должна была отразить важный этап в истории Советского государства — построение социализма. 12 июня 1936 года проект Конституции был опубликован и обсуждался в течение последующих 6 месяцев на всех уровнях.
По мнению историка О. В. Хлевнюка, более демократический характер этой конституции (в сравнении с конституцией 1924 г.) был вызван желанием привлечь к Советскому Союзу симпатии международной общественности для совместного противостояния набиравшему силу фашизму.
В её обсуждении впервые участвовало 51,5 млн человек, то есть 55 % всего взрослого населения страны. Было внесено 1,5 млн предложений, дополнений, поправок, публиковавшихся в периодической печати. Так, в статье 1 главы I предлагалось написать вместо «социалистическое государство рабочих и крестьян» «социалистическое государство трудящихся», так как «слова „рабочий“ и „крестьянин“ устарели и уже не выражают действительного содержания».
В справке, составленной и. о. заведующего организационным отделом ЦИК СССР П. Тумановым по указанию И. С. Уншлихта под названием «Информационная сводка № 3/13 предварительных итогов поступивших предложений и дополнений, вносимых трудящимися к проекту новой Конституции СССР на 15 октября 1936 г.» были обобщены поступившие материалы, присланные ЦИКами союзных и автономных республик, областных и крайисполкомов, опубликованные в 505 центральных и местных газетах и изложенные в письмах. Таковых всего насчитывалось 13721, 1161 из них — неповторяющиеся. Максимальный интерес вызвали главы X «Основные права и обязанности граждан» (6354 предложения), XI «Избирательная система» (3014), I глава «Общественное устройство» (1061). Меньше всего предложений было подано к главам VI «Органы государственного управления союзных республик» и VII "«Высшие органы государственной власти автономных Советских Социалистических республик» — соответственно 15 и 11. Статистика поступивших поправок по статьям показала наибольший отклик на ст. 135—2366 предложений, а также по статьям 120 (1567), 119 (1169) и 135, касающиеся избирательного права, права на социальное обеспечение в старости и права на отдых. Например, статью 120 предлагалось сформулировать так: «Граждане СССР имеют право на материальное обеспечение в старости, а также в случае болезни или потери трудоспособности. Это право обеспечивается широким развитием советской системы социального обеспечения трудящихся: — государственного социального страхования рабочих, — общественного обеспечения колхозников, а также бесплатной медицинской помощью и предоставлением в бесплатное пользование трудящимися широкой сети курортов».
Предложения, противоречащие политическому курсу партии (например, разрешить частную собственность или ликвидировать колхозы), не публиковались и сохранились в архивах под названием «враждебные отклики».
Новая конституция была принята 5 декабря 1936 года на Чрезвычайном VIII Всесоюзном съезде Советов и официально опубликована 6 декабря в издании Известия ЦИК СССР и ВЦИК, № 283.

## Структура Конституции
Принятая в 1936 году конституция содержала 13 глав и 146 статей.
Структура Конституции СССР 1936 г.:
- Глава I. Общественное устройство
- Глава II. Государственное устройство
- Глава III. Высшие органы государственной власти Союза Советских Социалистических Республик
- Глава IV. Высшие органы государственной власти союзных республик
- Глава V. Органы государственного управления Союза Советских Социалистических Республик
- Глава VI. Органы государственного управления союзных республик
- Глава VII. Высшие органы государственной власти автономных советских социалистических республик
- Глава VIII. Местные органы государственной власти
- Глава IX. Суд и прокуратура
- Глава X. Основные права и обязанности граждан
- Глава XI. Избирательная система
- Глава XII. Герб, флаг, столица
- Глава XIII. Порядок изменения конституции

## Содержание

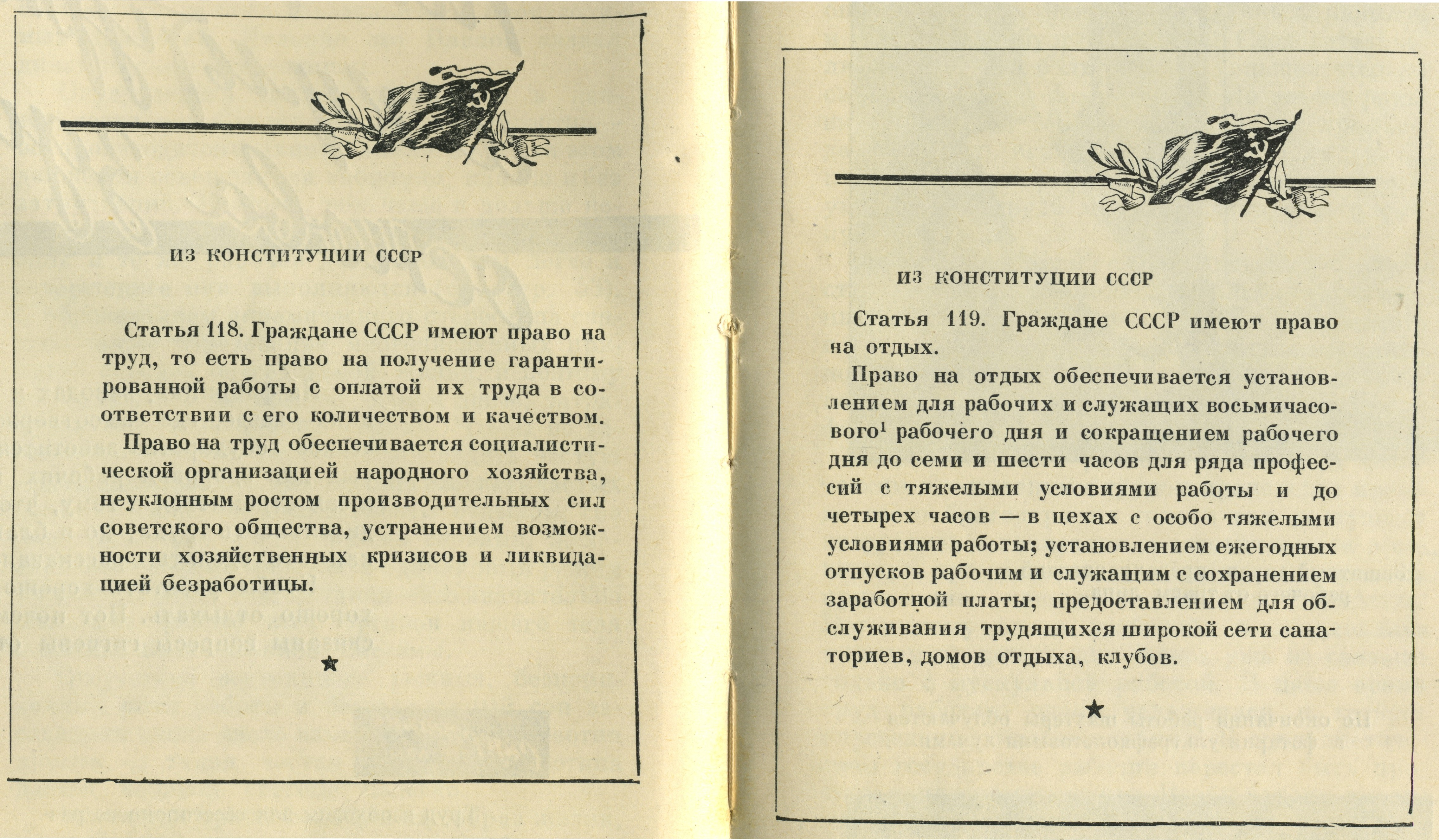
Тексты статей 118 и 119 из Конституции СССР 1936 года

Текст статьи 122 из Конституции СССР 1936 года

XVII съезд ВКП(б) (1934 г.) провозгласил, что социализм в СССР победил и в основном построен. Это означало, что уничтожена частная собственность на средства производства и эксплуататорские классы (и, следовательно, диктатура пролетариата — пройденный этап), победили социалистические производственные отношения. В новой Конституции экономической основой провозглашалась плановая социалистическая система хозяйства и социалистическая собственность на орудия и средства производства, которая имела «либо форму государственной собственности (всенародное достояние), либо форму кооперативно-колхозной собственности (собственность отдельных колхозов, собственность кооперативных объединений)».
Впервые в истории Советского государства Конституция 1936 года всем гражданам предоставляла равные права:
- всеобщее, равное и прямое избирательное право при тайном голосовании;
- право на труд и отдых, материальное обеспечение в старости и болезни, право на образование (бесплатное).

Провозглашалась свобода совести, слова, печати, собраний и митингов, а также неприкосновенность личности и тайна переписки.
Земля, её недра, воды, леса, заводы, фабрики, шахты, рудники, железнодорожный, водный, наземный и воздушный транспорт, банки, средства связи объявлялись всенародным достоянием; земля, занимаемая колхозами, передавалась им в вечное пользование.
В статье 126 раздела «Основные права и обязанности граждан» Всесоюзная коммунистическая партия (большевиков) провозглашалась представителем «руководящего ядра» всех общественных и государственных организаций трудящихся (в Конституции 1924 года партия не упоминалась).
Высшим органом законодательной власти становился Верховный Совет СССР, состоявший из Совета национальностей и Совета союза. Совет национальностей, состоявший из 750 депутатов, избиравшийся народом по мажоритарной системе в 1 тур по одномандатным округам, образуемых следующим образом: вся территория любой союзной республики делилась на 25 примерно равных по численности населения избирательных округов, АССР — на 11, автономная область на 5, и каждый национальный округ образовывал 1 отдельный избирательный округ. Совет союза состоял также из 750 депутатов, избиравшихся народом по мажоритарной системе в 1 тур по одномандатным округам, образованным пропорционально численности населения той или иной административно-территориальной единицы (АССР, области, края, автономной области, национального округа, союзной республики, не имевшей областного деления). Коллективным главой государства являлся Президиум Верховного Совета СССР, избиравшийся Верховным Советом на срок полномочий последнего. Высшим органом исполнительной власти оставался Совет народных комиссаров СССР (в 1946 году переименованный в Совет Министров СССР), состав которого утверждался Верховным Советом, нёс ответственность перед его обеими палатами.

## Общественное устройство
Общественное устройство СССР было установлено в 12 статьях главы I.
Согласно статье 1 Конституции «Союз Советских Социалистических Республик есть социалистическое государство рабочих и крестьян».
Согласно статье 2 «политическую основу СССР составляют Советы депутатов трудящихся, выросшие и окрепшие в результате свержения власти помещиков и капиталистов и завоевания диктатуры пролетариата».
Согласно статье 3 «вся власть в СССР принадлежит трудящимся города и деревни в лице Советов депутатов трудящихся».
Согласно статье 4 «экономическую основу СССР составляют социалистическая экономика и социалистическая собственность на орудия и средства производства, утвердившиеся в результате ликвидации капиталистической системы хозяйства, отмены частной собственности на орудия и средства производства и уничтожения эксплуатации человека человеком».
Согласно статье 5 «социалистическая собственность в СССР имеет либо форму государственной собственности (всенародное достояние), либо форму кооперативно-колхозной собственности (собственность отдельных колхозов, собственность кооперативных объединений)».
Согласно статье 6 «земля, её недра, воды, леса, заводы, фабрики, шахты, рудники, железнодорожный, водный и воздушный транспорт, банки, средства связи, организованные государством крупные сельскохозяйственные предприятия (совхозы, машинно-тракторные станции и т. п.), а также коммунальные предприятия и основной жилищный фонд в городах и промышленных пунктах являются государственной собственностью, то есть всенародным достоянием».
Согласно статье 7 «общественные предприятия в колхозах и кооперативных организациях с их живым и мертвым инвентарем, производимая колхозами и кооперативными организациями продукция, равно как их общественные постройки составляют общественную, социалистическую собственность колхозов и кооперативных организаций. Каждый колхозный двор, кроме основного дохода от общественного колхозного хозяйства, имеет в личном пользовании небольшой приусадебный участок земли и в личной собственности подсобное хозяйство на приусадебном участке, жилой дом, продуктивный скот, птицу и мелкий сельскохозяйственный инвентарь — согласно уставу сельскохозяйственной артели».
Согласно статье 8 «земля, занимаемая колхозами, закрепляется за ними в бесплатное и бессрочное пользование, то есть навечно».
Согласно статье 9 «наряду с социалистической системой хозяйства, являющейся господствующей формой хозяйства в СССР, допускается законом мелкое частное хозяйство единоличных крестьян и кустарей, основанное на личном труде и исключающее эксплуатацию чужого труда».
Согласно статье 10 «право личной собственности граждан на их трудовые доходы и сбережения, на жилой дом и подсобное домашнее хозяйство, на предметы домашнего хозяйства и обихода, на предметы личного потребления и удобства, равно как право наследования личной собственности граждан — охраняются законом».
Согласно статье 11 «хозяйственная жизнь СССР определяется и направляется государственным народнохозяйственным планом в интересах увеличения общественного богатства, неуклонного подъёма материального и культурного уровня трудящихся, укрепления независимости СССР и усиления его обороноспособности».
Согласно статье 12 «труд в СССР является обязанностью и делом чести каждого способного к труду гражданина по принципу: „кто не работает, тот не ест“. В СССР осуществляется принцип социализма: „от каждого по его способности, каждому — по его труду“».

## Изменения в административно-территориальном делении СССР
По новой конституции
- Закавказская Социалистическая Федеративная Советская Республика упразднялась и взамен Грузия, Армения и Азербайджан входили в СССР на правах самостоятельных союзных республик[8],
- Казахская Автономная Социалистическая Советская Республика и Киргизская Автономная Социалистическая Советская Республика выводились из состава РСФСР и входили в СССР на правах самостоятельных союзных республик.

Республики сменили названия:
- Российская Социалистическая Федеративная Советская Республика → Российская Советская Федеративная Социалистическая Республика
- Советская Социалистическая Республика Азербайджан → Азербайджанская Советская Социалистическая Республика
- Советская Социалистическая Республика Армения → Армянская Советская Социалистическая Республика
- Белорусская Социалистическая Советская Республика → Белорусская  Советская Социалистическая Республика
- Советская Социалистическая Республика Грузия → Грузинская Советская Социалистическая Республика
- Казахская Автономная Социалистическая Советская Республика → Казахская Советская Социалистическая Республика
- Киргизская Автономная Социалистическая Советская Республика → Киргизская Советская Социалистическая Республика
- Таджикская Социалистическая Советская Республика → Таджикская Советская Социалистическая Республика
- Туркменская Социалистическая Советская Республика → Туркменская Советская Социалистическая Республика
- Узбекская Социалистическая Советская Республика → Узбекская Советская Социалистическая Республика
- Украинская Социалистическая Советская Республика → Украинская Советская Социалистическая Республика

Также сменили названия некоторые состоявшие в них автономные области и автономные республики.
В 1940 году Карельская АССР и Молдавская АССР были выведены из состава РСФСР и Украинской ССР соответственно и вошли в состав СССР на правах самостоятельных союзных республик, а на оккупированных территориях стран Балтии были созданы Эстонская ССР, Латвийская ССР и Литовская ССР. В 1956 году Карело-Финская ССР вновь была понижена в статусе до автономной республики.

## Внесение изменений
Изменение Конституции стало прерогативой Верховного Совета СССР, причём решение об изменении должно было приниматься при поддержке его большинством не менее 2/3 голосов в каждой из палат.
Законом СССР от 1 февраля 1944 года «О предоставлении союзным республикам полномочий в области внешних сношений…» Конституция была дополнена статьёй 18-а, согласно которой союзным республикам было предоставлено право вступать в непосредственные отношения с иностранными государствами, заключать с ними соглашения, обмениваться дипломатическими и консульскими представителями. Также 1 февраля 1944 года был принят Закон СССР «О создании войсковых формирований союзных республик…», добавивший в Конституцию СССР статью 18-б, согласно которой каждая союзная республика стала вправе иметь свои республиканские войсковые формирования.
25 февраля 1947 года была утверждена новая редакция Конституции.
В связи с изменением на XIX съезде названия партии, 8 августа 1953 года Верховным Советом СССР были внесены изменения в 126-ю статью Конституции — статья была изложена в следующей редакции: «В соответствии с интересами трудящихся и в целях развития организационной самодеятельности и политической активности народных масс гражданам СССР обеспечивается право объединения в общественные организации: профессиональные союзы, кооперативные объединения, организации молодёжи, спортивные и оборонные организации, культурные, технические и научные общества, а наиболее активные и сознательные граждане из рядов рабочего класса, трудящихся крестьян и трудовой интеллигенции добровольно объединяются в Коммунистическую партию Советского Союза, являющуюся передовым отрядом трудящихся в их борьбе за построение коммунистического общества и представляющую руководящее ядро всех организаций трудящихся, как общественных, так и государственных».
Позднее в Конституцию неоднократно вносились изменения. В основном это было связано с изменениями в структуре правительства СССР. Законом СССР от 11 февраля 1957 года в Конституцию СССР были внесены изменения, согласно которым вопросы областного и краевого административно-территориального устройства союзных республик были переданы из ведения СССР в ведение союзных республик, сохранив за Союзом ССР утверждение новых автономных республик и автономных областей в составе союзных республик. В связи с этим из союзной Конституции был исключён перечень областей и краёв, входивших в состав союзных республик. Отныне для образования новых, переименования или упразднения существовавших краёв и областей надо было вносить изменения только в конституции союзных республик.

## Празднование Дня Конституции
До 1977 года 5 декабря отмечался как официальный государственный праздник — День Конституции.

Марки СССР 1952 года, посвящённые 15-летию Сталинской конституции. Художник Н. Павлов
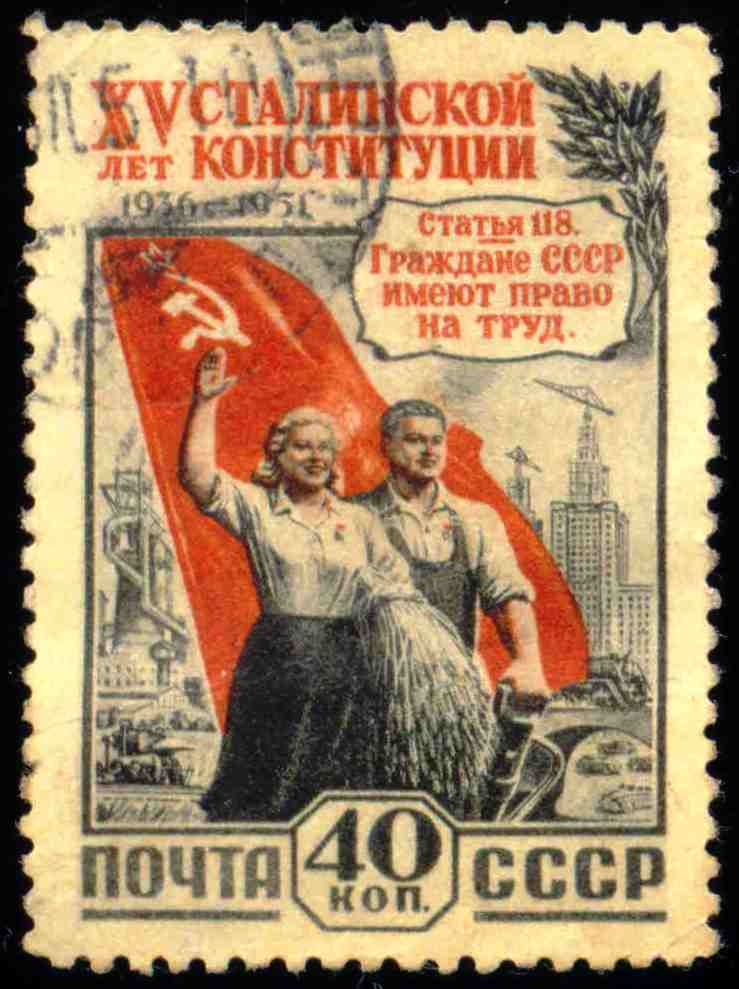
(ЦФА [АО «Марка»] № 1679)
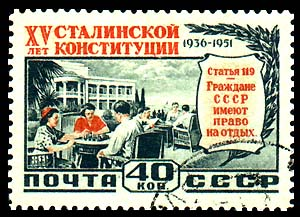
(ЦФА [АО «Марка»] № 1680)
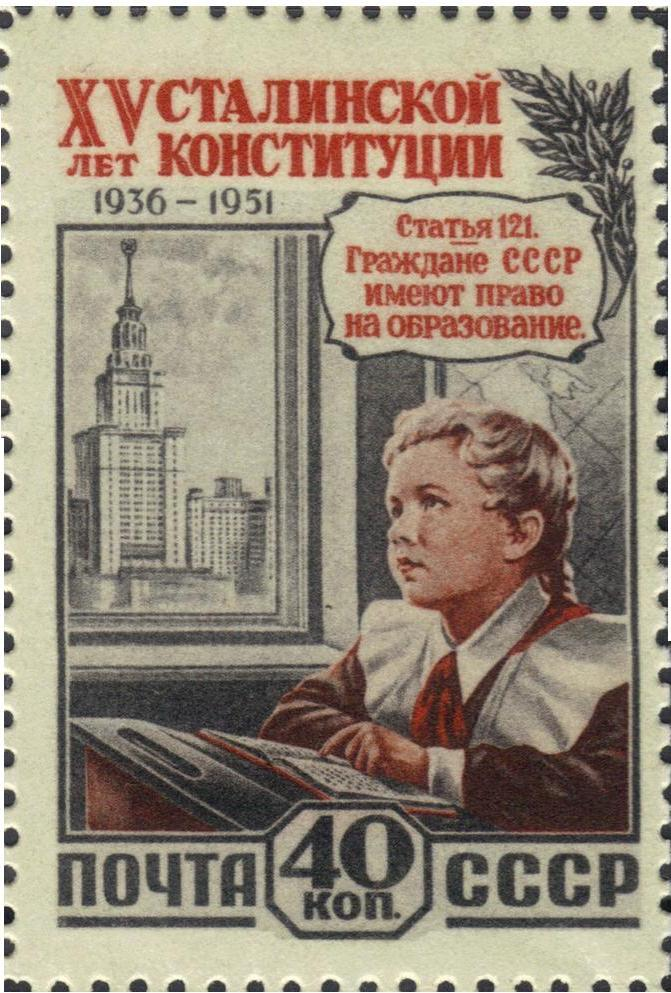
(ЦФА [АО «Марка»] № 1681)
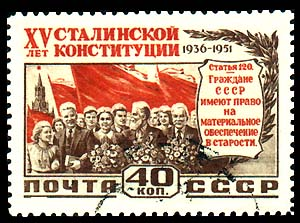
(ЦФА [АО «Марка»] № 1682)

## Прекращение действия

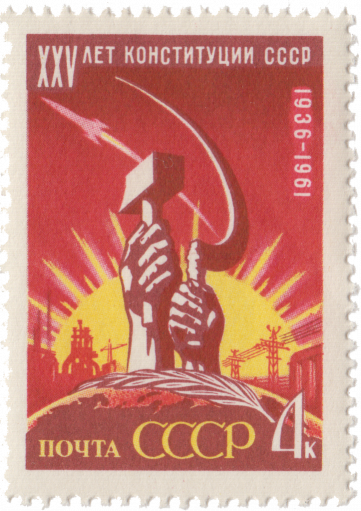
Почтовая марка СССР, 1961 год. 25 лет Конституции СССР

В 1962 году Верховным Советом СССР было принято постановление об образовании комиссии, которой было поручено разработать проект новой Конституции; её возглавил Н. С. Хрущёв. В декабре 1964 года председателем комиссии стал Л. И. Брежнев.
Конституция СССР 1936 года утратила силу в связи с принятием 7 октября 1977 года новой («брежневской») Конституции СССР.